# アンドロジェニー -麗しき乙女たち-
『アンドロジェニー』-麗しき乙女たち-（アンドロジェニー うるわしきおとめたち）は1985年9月20日から11月5日に宝塚大劇場（東京宝塚劇場は未公演）で、宝塚歌劇団花組によって上演されたレビュー作品で、形式名は「ミュージカル･アドベンチャー」、18場。併演は『テンダー・グリーン』（正塚晴彦、作・演出）。

## 概要
ロマンチック・レビュー第2弾となる作品で、題名は英語で両性具有を意味する「Androgynus」に由来。題名通り、女性が男性を演じる宝塚歌劇の本質を追求し、グレタ・ガルボやマレーネ・ディートリヒといった妖艶で両性具有的な女性の美しさを描いている。出演は前作に引き続き、高汐巴ら花組スターが務めた。作・演出は岡田敬二。なお、この作品は秋篠美帆の花組娘役トップ披露公演となった。

## 場面
第一章　アンドロジェニー・エイジ　－オープニングー
- 音楽：吉崎憲治
- 振付：家城比呂志

暗い舞台にバイセクシャルの美女たちが登場。アンドロジェナス（両性具有者）の魅力をたたえ、新時代の幕開けを歌い踊る。
- アンドロジェナスS、モノ・シンガー - 大浦みずき
- アンドロジェナスS、ユニ・シンガー - 高汐巴
- プチ・アンドロジェナスS - 秋篠美帆

第二章　パッション・ダモーレ
- 音楽：吉崎憲治
- 振付：喜多弘

クールなガルボと妖艶なディートリヒの魅力をそれぞれ競い合って歌う。
- ガルボ・マニア - 真矢みき
- ディートリヒ・マニア - 安寿ミラ
- ナルシネーア、アフロディーテ - 高汐巴
- ヴードゥー・マニアA、アンドロメダ - 朝香じゅん
- ペルソナA - 涼美緒
- アルテミス：大浦みずき
- カシオペア - 瀬川佳英
- ネフェレッティ - 翼悠貴
- エウリディケ - 幸和希

第三章　ファッション・ランド
- 音楽：高橋城
- 振付：家城比呂志

ファッショナブルな音楽にのって華やかに歌い踊る。
- ダンシングモードA - 但馬久美
- シンキングモード - 宝純子
- ニュートラル・ボーイS、フリーラブの男S - 高汐巴
- ニュートラル・ボーイA - 瀬川佳英、幸和希
- ニュートラル・ダンサー - 朝香じゅん
- ニュートラル・シンガー - 翼悠貴、由梨かおる
- フリーラブの女S - 秋篠美帆
- フリーラブの女（歌手） - 美野真奈

第四章　ショパン幻想曲－ショパンとジョルジュ・サンド
- 音楽：高橋城
- 振付：司このみ

ショパンの「別れの曲」にのって、かつてショパンが愛した男装の麗人・ジョルジュ・サンドとの激しくも悲しい恋の思い出をバレエで綴る。
- フレデリック・ショパン - 大浦みずき
- ジョルジュ・サンド - 瀬川佳英

第五章　スーパー・アンドロジェニー
- 音楽：越部信義
- 振付：岡正躬

夏の日の朝、少年クレールが生まれる。陽の光の中で成長し恋を知り、大人になる。しかし、恋が燃え尽きてしまう。やがてスーパー・アンドロジェナスとなり復活する。
- クレール - 高汐巴
- フィーメール - 秋篠美帆
- ナレーター - 朝香じゅん

第六章　麗しき乙女たち　－フィナーレ－
- 音楽：吉崎憲治、高橋城
- 振付：岡正躬

アンドロジェニー・ガールズのロケットから主題歌を歌うフィナーレに続き、出演者全員が登場する。
- アンドロジェナスS（歌手）- 高汐巴、大浦みずき
- アンドロジェナスA - 但馬久美、宝純子
- アンドロジェナスA（歌手) - 朝香じゅん、瀬川佳英

## 出演者
- 高汐巴
- 大浦みずき
- 秋篠美帆

- 但馬久美
- 朝香じゅん
- 瀬川佳英
- 安寿ミラ
- 真矢みき

他、宝塚歌劇団花組生徒

## スタッフ
- 作･演出：岡田敬二[1][2]
- 作曲[1][2]・編曲[1][2]：吉崎憲治、高橋城、越部信義
- 編曲・合唱指導：橋本和明[1][2]
- 音楽指揮：岡田良機[2]
- 振付[1][2]：喜多弘、岡正躬、司このみ、家城比呂志
- 装置：大橋泰弘[1][2]
- 衣装：任田幾英[1][2]
- 照明：勝柴次朗[1][2]
- 小道具：万波一重[2]
- 効果：川ノ上智洋[2]
- 音響効果：松永浩志[2]
- スタイリスト：内山卓久[2]
- ヘアデザイン：和田好弘[2]
- 演出助手：小池修一郎[1][2]
- 舞台進行：田中利彦[2]
- 制作：田中拓助[1][2]
- 制作・著作：宝塚歌劇団